# لاکهارت (کارولینای جنوبی)
لاکهارت(به انگلیسی: Lockhart) شهری در ایالت کارولینای جنوبی کشور ایالات متحده آمریکا است که جمعیت آن در سرشماری سال ۲۰۱۰ میلادی، ۴۸۸ نفر بوده‌است.